# International Police Association

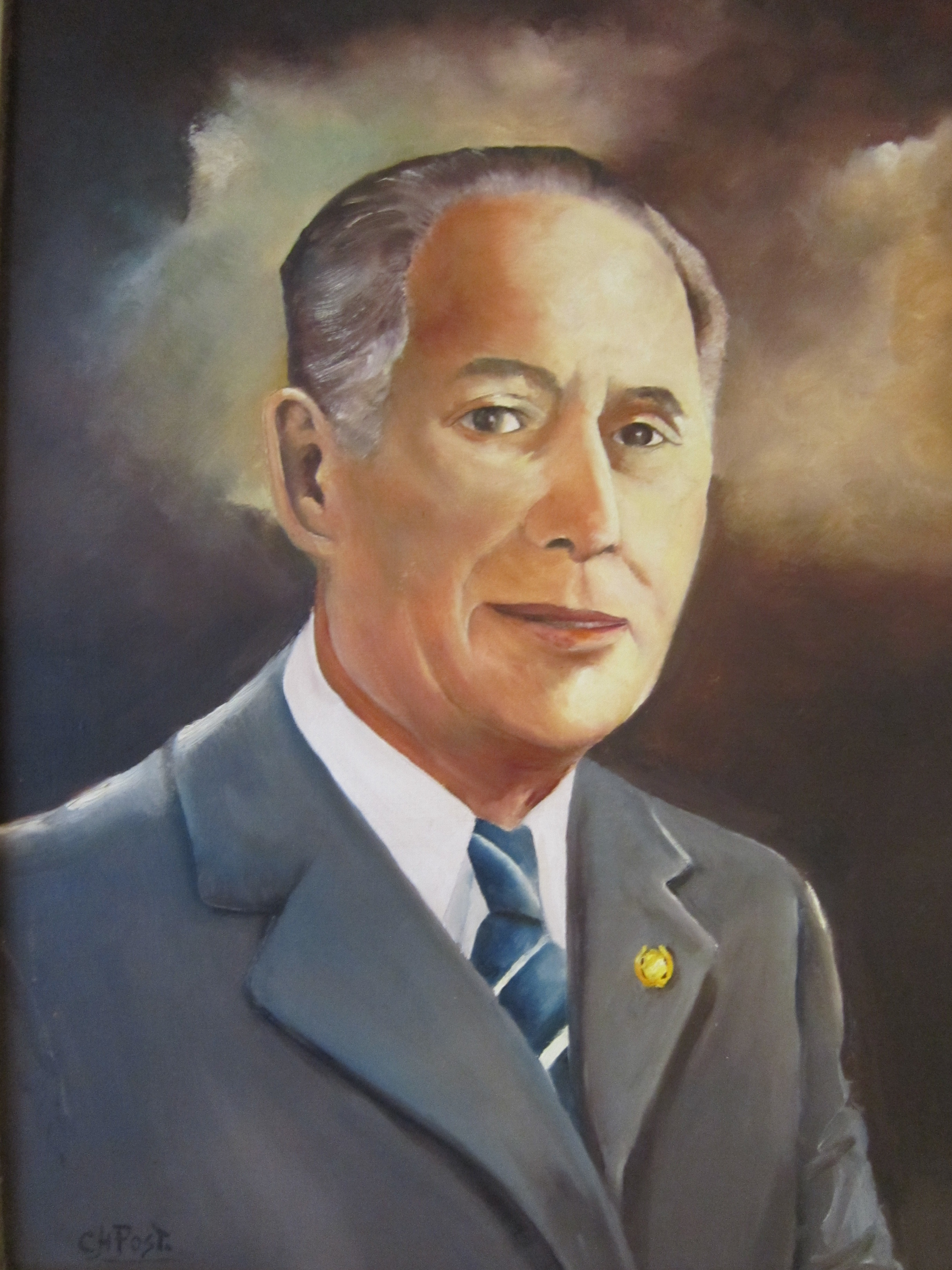
Arthur Troop

De International Police Association (IPA) is met ongeveer 410.000 leden in 63 verschillende landen de grootste internationale vereniging van politie-personeel. De IPA is op 1 januari 1950 opgericht door Arthur Troop (1914-2000), een Brits politieagent uit Lincoln.
Het motto van de vereniging is servo per amikeco. Dit is Esperanto en betekent dienst door vriendschap en alle politiemensen uit democratische rechtsorden kunnen lid worden.
De ideeën van Arthur Troop werden met de oprichting van de IPA werkelijkheid: een vereniging die de sociale, culturele en beroepsmatige betrekkingen onder de leden in stand houdt.
Nederland was in 1953 het eerste 'buitenland' dat zich aansloot. Vele landen volgden spoedig daarna.
De IPA heeft momenteel wereldwijd meer dan 410.000 (2002: 304.546) leden in 63 landen, waarvan ruim 7500 leden in Nederland.

## Organisatie
Het hoogste orgaan binnen de IPA is het internationale hoofdbestuur, dat gekozen wordt door de nationale afgevaardigden en uit de leden van de 61 (anno 2010) nationale secties. Nieuwe nationale secties worden toegelaten na goedkeuring van de secties tijdens het jaarcongres. In Nederland berust de coördinatie bij het landelijk bestuur dat wordt gekozen door vertegenwoordigers van de 26 districten (overeenkomend met de voormalige 25 politieregio's en het KLPD).